# Вешки (заказник)
Ве́шки — ботанічний заказник місцевого значення в Україні. Розташований у межах Городнянської міської громади Чернігівського району Чернігівської області, на південний схід від села Здрягівка.
Площа 180 га. Статус присвоєно згідно з рішенням Чернігівського облвиконкому від 31.07.1991 року № 159. Перебуває у віданні ДП «Городнянське лісове господарство» (Староруднянське л-во, кв. 22-25).
Статус присвоєно для збереження масиву соснового лісу зеленомохового віком понад 80 років; у домішку — береза. В трав'яному покриві зростають бореальні види-супутники сосни та зелені мохи – плевроцій Шребера, дикран зморшкуватий, леукобрій сизий.